# Nicos Christofides
Nicos Christofides (* 1942 in Zypern; † 2019) war ein zypriotischer Mathematiker und Professor für Finanzmathematik am Imperial College London.
Christofides studierte Elektrotechnik am Imperial College London, an der er auch 1966 promoviert wurde (Dissertation: The origin of load losses in induction motors with cast aluminium rotors). Er war kurze Zeit bei Associated Electrical Industries und dann wieder am Imperial College. 1984 wurde er dort Professor für Operations Research und später für Finanzmathematik. 1990 war er der Mitgründer und Direktor des Centre for Quantitative Finance (heute Institute for Financial Engineering), das vollständig von großen internationalen Banken und Finanzabteilungen großer Unternehmen finanziert wird. 
Er befasste sich insbesondere mit Fondsmanagement, Risikomanagement und Realoptionsanalyse von Unternehmen. Er leitete die Firma Financial Engineering Ltd. in London, die sich mit automatisiertem Handel (Algorithmic Trading) und Risikomanagement für Hedge-Fonds befasst. Davor befasste er sich mit kombinatorischer Optimierung (Scheduling, Analyse von Verkehrsströmen) und Algorithmen in der Graphentheorie.
Von ihm stammt der Algorithmus von Christofides beim Problem des Handlungsreisenden.

## Schriften
- Graph theory: an algorithmic approach, Academic Press 1975
- als Herausgeber: Combinatorial Optimization,  Summer School in Combinatorial Optimization held in SOGESTA, Urbino, 1977, Chichester: Wiley 1979
- mit Samuel Eilon, C. D. T. Watson-Gandy: Distribution management : mathematical modelling and practical analysis, London: Griffin 1971